# One Piece Film: Strong World
One Piece Film: Strong World (Nhật: ONE PIECE FILM: STRONG WORLD Hepburn: Wan Pīsu Firumu: Sutorongu Wārudo) là bộ phim điện ảnh thứ 10 của thương hiệu One Piece, bộ phim được công chiếu vào ngày 12 tháng 12 năm 2009. Phim do đạo diễn Sakai Munehisa đảm nhiệm và đây cũng là Movie đầu tiên có sự tham gia của tác giả Eiichiro Oda.
Bộ phim có sự xuất hiện của huyền thoại hải tặc "Kim Sư" Shiki với vai trò phản diện chính. Ông ta đã bắt cóc Nami và ép cô phải gia nhập băng của mình, Shiki còn có âm mưu thôn tính vùng biển East Blue. Nhân vật chính Monkey D. Luffy cùng các đồng đội phải giải cứu Nami đồng thời ngăn chặn Shiki trước khi kế hoạch của ông ta thành công.

## Phân vai
| Nhân vật              | Diễn viên lồng tiếng Nhật |
| --------------------- | ------------------------- |
| Monkey D. Luffy       | Tanaka Mayumi             |
| Roronoa Zoro          | Nakai Kazuya              |
| Nami                  | Okamura Akemi             |
| Usopp                 | Yamaguchi Kappei          |
| Sanji                 | Hirata Hiroaki            |
| Tony Tony Chopper     | Ohtani Ikue               |
| Nico Robin            | Yamaguchi Yuriko          |
| Franky                | Yao Kazuki                |
| Brook                 | Chō                       |
| Monkey D. Garp        | Naka Hiroshi              |
| Sengoku               | Ishimori Takkou           |
| Shiki the Golden Lion | Takenaka Naoto            |
| Dr. Indigo            | Nakao Ryusei              |
| Scarlet               | Ginga Banjō               |
| Billy                 | Takato Yasuhiro           |
| Kitajima              | Kitajima Kōsuke           |
| Xiao                  | Mizuta Wasabi             |
| Mẹ của Xiao           | Doi Mika                  |
| Eva                   | Kaitō Aiko                |
| Mẹ của Eva            | Kyoda Hisako              |
| Nojiko                | Yamazaki Wakana           |

## Sản Xuất
Đây là Movie đầu tiên có sự tham gia của mangaka Eiichiro Oda, tác giả của nguyên tác manga One Piece. Oda chịu trách nhiệm giám sát quá trình sản xuất của bộ phim, ông đồng thời cũng đảm nhận nhiều khâu quan trọng như chịu trách nhiệm về nội dung, thiết kế phục trang, tạo hình,... Đạo diễn của bộ phim là Munehisa Sakai, ông đồng thời cũng từng là đạo diễn của phần anime dài tập của One Piece chiếu trên TV. Ban nhạc rock của Nhật, Mr. Children là người thể hiện ca khúc chủ đề chính cho phim "Fanfare". Cá nhân tác giả Eiichiro Oda đã ngỏ lời nghề nghị họ đảm nhận vai trò này.